# Joumala Alaoui
Lalla Joumala Alaoui (in arabo جمالة العلوي; Rabat, 1962) è una diplomatica marocchina.

## Biografia

### Educazione
È nata nel 1962, primogenita dei principi Ali e Fatima Zohra.
Venne istruita a Rabat, presso il Collège royal e, dopo aver espresso la volontà di cambiare istituto, al Lycée Descartes, dove ottenne il baccalauréat economico e sociale nel 1980.
Nella capitale frequentò infine l'École Américaine, per poi intraprendere gli studi universitari in politica e storia alla School of Oriental and African Studies di Londra.

### Matrimonio
Nell'ottobre 1986 sposò l'uomo d'affari iraniano Mohammed Reza Nouri Esfandiari (parente della regina Soraya), figlio di Ali Nouri, in passato impiegato presso il Servizio Estero Imperiale, e di Mehri Esfandiari.

### Carriera

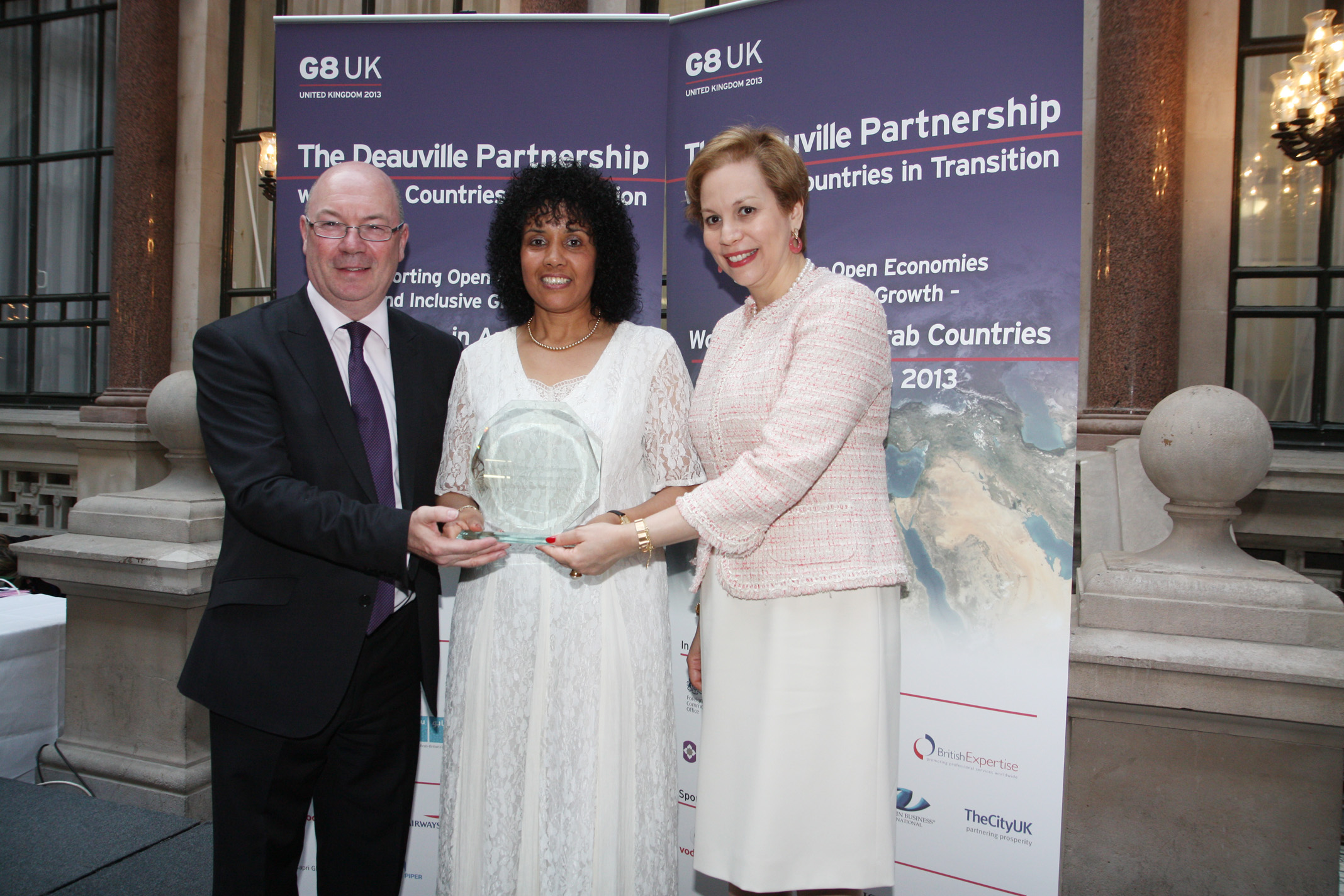
Alistair Burt, Amina Wakefield e Lalla Joumala ai MENA Partnership Award

Dopo la laurea lavorò nella direzione della Bank Al-Maghrib e, trasferitasi a Casablanca con l'interesse per le questioni umanitarie, entrò nella ONG Dar Al Ihsane, presieduta dalla cugina Hasna.
Dal 1999 al 2000 è stata addetta alla Missione del Marocco presso le Nazioni Unite. Nel 2001 venne nominata dal re Muhammad VI presidente della delegazione marocchina alla Conferenza delle Nazioni Unite sull'HIV/AIDS.
Nel 2003 fondò a Londra la Moroccan-British Society (MBS), impegnata nel promuovere le relazioni tra il Marocco e il Regno Unito. Pochi mesi dopo, sotto la sua supervisione, fu istituita la Cattedra Muhammad VI per gli Studi Mediterranei al St Antony's College di Oxford. Nel 2007 organizzò la mostra "Sacred", sui testi sacri delle tre religioni abramitiche.

#### Ambasciatrice

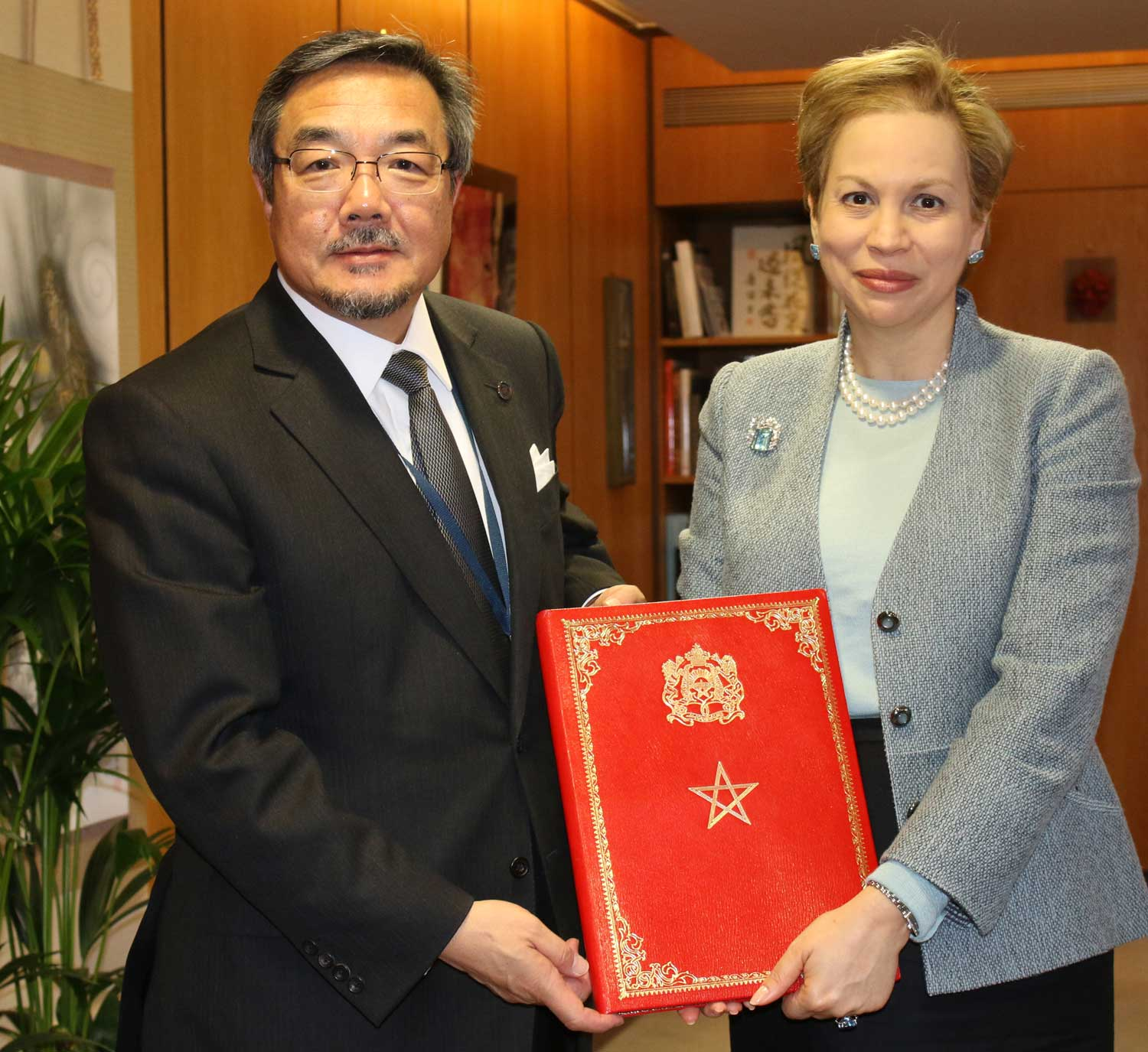
Koji Sekimizu e Lalla Joumala con il documento di ratifica del Marocco alla Ballast Water Management Convention, nel novembre 2015

Nel gennaio 2009 venne nominata ambasciatrice in Regno Unito e nel mese di febbraio presentò le credenziali alla regina Elisabetta II.
Il mandato terminò dopo che il re la scelse come ambasciatrice negli Stati Uniti d'America, il 6 febbraio 2016. Il 24 aprile 2017 presentò le credenziali al presidente Donald Trump.

## Discendenza
Joumala Alaoui e Mohammed Reza Nouri Esfandiari hanno due figli:
- Lalla Nuzha Esfandiari (1989);
- N.N.

## Titoli e trattamento
- ? - attuale: Sua Altezza, la principessa Joumala del Marocco[2][7]

## Ascendenza
|                          |                    |                     | Genitori |  |  | Nonni |  |  | Bisnonni           |  |  | Trisnonni           |  |
|                          |                    |                     |          |  |  |       |  |  | Yusuf ben al-Hasan |  |  | Hasan I del Marocco |  |
|                          |                    |                     |          |  |  |       |  |  | Yusuf ben al-Hasan |  |  | Hasan I del Marocco |  |
|                          |                    | Ruqiya al-Amrani    |          |  |  |       |  |  | Yusuf ben al-Hasan |  |  |                     |  |
| Idris bin Yusuf          |                    |                     |          |  |  |       |  |  | Yusuf ben al-Hasan |  |  |                     |  |
|                          |                    | Yaqut               | ...      |  |  |       |  |  |                    |  |  |                     |  |
|                          |                    | Yaqut               | ...      |  |  |       |  |  |                    |  |  |                     |  |
|                          |                    | Yaqut               | ...      |  |  |       |  |  |                    |  |  |                     |  |
| Ali Alaoui               |                    | Yaqut               |          |  |  |       |  |  |                    |  |  |                     |  |
|                          |                    | Mustafa             | ...      |  |  |       |  |  |                    |  |  |                     |  |
|                          |                    | Mustafa             | ...      |  |  |       |  |  |                    |  |  |                     |  |
|                          |                    | Mustafa             | ...      |  |  |       |  |  |                    |  |  |                     |  |
| Joumala                  |                    | Mustafa             |          |  |  |       |  |  |                    |  |  |                     |  |
|                          |                    | ...                 | ...      |  |  |       |  |  |                    |  |  |                     |  |
|                          |                    | ...                 | ...      |  |  |       |  |  |                    |  |  |                     |  |
|                          |                    | ...                 | ...      |  |  |       |  |  |                    |  |  |                     |  |
| Joumala Alaoui           |                    | ...                 |          |  |  |       |  |  |                    |  |  |                     |  |
|                          | Yusuf ben al-Hasan | Hasan I del Marocco |          |  |  |       |  |  |                    |  |  |                     |  |
|                          | Yusuf ben al-Hasan | Hasan I del Marocco |          |  |  |       |  |  |                    |  |  |                     |  |
|                          | Yusuf ben al-Hasan | Ruqiya al-Amrani    |          |  |  |       |  |  |                    |  |  |                     |  |
| Muhammad V del Marocco   | Yusuf ben al-Hasan |                     |          |  |  |       |  |  |                    |  |  |                     |  |
|                          |                    | Yaqut               | ...      |  |  |       |  |  |                    |  |  |                     |  |
|                          |                    | Yaqut               | ...      |  |  |       |  |  |                    |  |  |                     |  |
|                          |                    | Yaqut               | ...      |  |  |       |  |  |                    |  |  |                     |  |
| Fatima Zohra del Marocco |                    | Yaqut               |          |  |  |       |  |  |                    |  |  |                     |  |
|                          |                    | Mamoun              | ...      |  |  |       |  |  |                    |  |  |                     |  |
|                          |                    | Mamoun              | ...      |  |  |       |  |  |                    |  |  |                     |  |
|                          |                    | Mamoun              | ...      |  |  |       |  |  |                    |  |  |                     |  |
| Hanila bint Mamoun       |                    | Mamoun              |          |  |  |       |  |  |                    |  |  |                     |  |
|                          |                    | ...                 | ...      |  |  |       |  |  |                    |  |  |                     |  |
|                          |                    | ...                 | ...      |  |  |       |  |  |                    |  |  |                     |  |
|                          |                    | ...                 | ...      |  |  |       |  |  |                    |  |  |                     |  |
|                          |                    | ...                 |          |  |  |       |  |  |                    |  |  |                     |  |